# Alfonso Martínez de Toledo
Alfonso Martínez de Toledo (* 1398 in Toledo; † 1470 in Talavera de la Reina) war ein spanischer Schriftsteller, Domherr von Toledo und Erzpriester von Talavera.

## Leben
Martínez war Kaplan von König Johann II. von Kastilien. Er schrieb über das Leben der Heiligen Isidor und Ildefons, aber sein Hauptwerk war Corbacho o reprobación del amor mundano, das 1495 erschien. Es basiert auf italienischen Quellen und ist ein Angriff auf weltliche Liebe, wobei es volkstümliche Ausdrucksweise mit satirischen Äußerungen über zeitgenössische Sitten verbindet. Es ist eines der frühesten Meisterwerke der spanischen Literatur und war seinerzeit sehr erfolgreich.